# Zlatna Koogla
Zlatna Koogla bila je hrvatska glazbena nagrada i ujedno festival koji se održavao od 2003. do 2010. godine. Smatra se kao nasljednica prijašnje novinarske rock nagrade, Crni mačak. 
Organiziralo ju je 50-ak volontera. Kao dio Zlatne Koogle, dodjeljivala se i nagrada Zlatno Rooglo za najlošija dostignuća. Posljednje nagrade proglašene su 2010. godine.

## Povijest
- 2003. je prvi put dodjela održana u Zagrebu, Rijeci i Koprivnici.
- 2004. sad već dobro organizirana, održava se puna 3 dana, od 9. do 11. travnja u Koprivnici
- 2005. nagrada dobiva popularnost u medijima, održava se u Zagrebu od 1. do 3. travnja.
- 2006. festival traje čak 4 dana, od 30. ožujka do 2. travnja
- 2007. glavni je pobjednik Edo Maajka, dobio nagradu (između ostalih) za najveći doprinos glazbi godine. Nastupali su: Gustafi, Boa, Dino Dvornik, Detour i drugi.
- 2008. najviše nagrada su osvojili Hladno pivo i The Beat Fleet
- 2009. glavne nagrade su osvojili Hladno pivo i Dječaci
- 2010. najviše nagrada je osvojio Kawasaki 3P

## Kategorije

##### Domaće
- Album godine
- Pjesma godine
- Duo/grupa godine
- Pjevač godine
- Pjevačica godine
- Instrumentalist godine
- Novi izvođač godine
- Koncert godine
- Videospot godine
- Producent godine
- DJ godine
- Najbolji dizajn i likovno oblikovanje albuma
- Web stranica godine

##### Inozemne
- Album godine
- Pjesma godine
- Duo/grupa godine
- Pjevač godine
- Pjevačica godine
- Novi izvođač godine
- Producent godine
- DJ godine
- Koncert godine
- Web stranica godine